# Осне Саєрстад
Осне Саєрстад (норв. Åsne Seierstad; нар. 10 лютого 1970, Осло) — норвезька письменниця та журналістка, авторка 5 відомих романів, володарка річної ТВ-премії норвезького телебачення Gullruten за найкращий репортаж з Косово, премії Курта Щорка (Kurt Schork) в галузі міжнародної журналістики, переможець Winner of EMMA (Ethnic Multicultural Media award).

## Біографія
Закінчила Університет Осло, де вивчала російську та іспанську мову й історію філософії. З 1993 по 1996 року працювала кореспондентом міжнародної газети Arbeiderbladet в Росії, де відвідала Чечню під час Першої чеченської війни. У 1997 році працювала кореспондентом тієї ж газети в Китаї.
З 1998 по 2000 була кореспондентом норвезького телебачення в Сербії, вела репортажі з Косово. У 2001-02 роках вона була кореспондентом в Афганістані і прожила в країні деякий час у будинку однієї афганської сім'ї, після чого написала книгу «Кабульський книгар», яка пізніше стала світовим бестселером і була перекладена на багато мов. В Україні ця книга була видана вперше у видавництві мистецької агенції «Наш Формат» у 2014 році.
У 2003 році Осне провела три місяці в Іраку перед початком вторгнення коаліційних сил і написала «Сто один день. Багдадський щоденник». У 2006 року письменниця повторно відвідала Чечню, після чого і написала книгу «Ангел Грозного: сироти забутої війни».
На даний момент живе і працює в Осло. Одружена з норвезьким джазовим музикантом Тригвом Сеімом, має двох дітей.